# Denzel Jubitana
Denzel Jubitana (Anversa, 6 maggio 1998) è un calciatore surinamese con cittadinanza belga, centrocampista dell'Atromītos.

## Caratteristiche tecniche
È un centrocampista centrale.

## Carriera

### Club
Cresciuto nel settore giovanile del Lierse e del Malines, nel 2018 è passato al Waasland-Beveren. Ha esordito il 18 agosto seguente disputando l'incontro di Pro League pareggiato 2-2 contro l'Sint-Truiden.

### Nazionale
Nel 2024 ha esordito nella nazionale maggiore del Suriname.
Nel 2025 ha partecipato alla CONCACAF Gold Cup.

## Statistiche
Statistiche aggiornate all'8 ottobre 2019.

### Presenze e reti nei club
| Stagione        | Squadra          | Campionato      | Campionato | Campionato | Coppe nazionali | Coppe nazionali | Coppe nazionali | Coppe continentali | Coppe continentali | Coppe continentali | Altre coppe | Altre coppe | Altre coppe | Totale | Totale | Totale |
| Stagione        | Squadra          | Comp            | Pres       | Reti       | Comp            | Pres            | Reti            | Comp               | Pres               | Reti               | Comp        | Pres        | Reti        | Pres   | Reti   |        |
| --------------- | ---------------- | --------------- | ---------- | ---------- | --------------- | --------------- | --------------- | ------------------ | ------------------ | ------------------ | ----------- | ----------- | ----------- | ------ | ------ | ------ |
| 2018-2019       | Waasland-Beveren | D1              | 12+6       | 1+1        | CB              | 0               | 0               |                    | -                  | -                  |             | -           | -           | 18     | 2      |        |
| 2019-2020       | Waasland-Beveren | D1              | 5          | 0          | CB              | 0               | 0               |                    | -                  | -                  |             | -           | -           | 5      | 0      |        |
| Totale carriera | Totale carriera  | Totale carriera | 23         | 2          |                 | 0               | 0               |                    | -                  | -                  |             | -           | -           | 23     | 2      |        |